# Nukleinska kislina
Nukleinska ali jedrna kislina je velemolekula, sestavljena iz monomerov, imenovanih nukleotidi. Jedrne kisline so nosilke dednih informacij v celici. Najpogostejša tipa nukleinskih kislin sta deoksiribonukleinska kislina (DNK) in ribonukleinska kislina (RNK). Prisotne so v vsem živem svetu; nahajajo se v vseh celicah in tudi v virusih. Prvi jih je odkril Friedrich Miescher leta 1871. Naloga nukleinskih kislin je prenos dednih informacij iz materinske celice na dve hčerinski celici. Osnovni gradniki nukleinskih kislin so nukleotidi, ki so sestavljeni iz fosfatnega ostanka, sladkorja (tj. riboze pri RNK in deoksiriboze pri DNK) ter dušikove organske baze, po kateri dobijo nukleotidi tudi ime. Pri DNK so te baze adenin, gvanin, citozin in timin, pri RNK pa se namesto timina nahaja uracil. Med seboj se po Watson-Crickovem modelu vedno povezujeta skupaj z vodikovimi vezmi adenin in timin (uracil) ter gvanin in citozin.